# Ceratina melanoptera
Ceratina melanoptera är en biart som beskrevs av Cockerell 1924. Ceratina melanoptera ingår i släktet märgbin, och familjen långtungebin. Inga underarter finns listade i Catalogue of Life.